# Gállgielas
De Gállgielas is een ongeveer 600 m hoge berg of heuvel in het noorden van Zweden. De berg ligt in de gemeente Kiruna en is een uitloper naar het oosten van het Scandinavische Hoogland, die op de grens van Noorwegen en Zweden ligt. Op de westelijke en oostelijke hellingen ontstaan beken die later in de Kutsurrivier samenkomen. De omgeving van de berg bestaat geologisch gezien uit ultramafisch gesteente, een cumulaatgesteente dat vooral uit het mineraal olivijn bestaat.

## Websites
- C Åkerman. Nickel exploration in northern Sweden by the Outokumpu Oyj company, 2003  gearchiveerd, blz 58 en 60